# Wendell Johnson (giocatore di football americano)
Wendell Johnson (...) è un ex giocatore di football americano statunitense, che ha giocato come runningback.
Dopo aver giocato per la squadra universitaria statunitense dei Fairmont State Fighting Falcons non ha proseguito la carriera nel football giocato, ad eccezione della partecipazione al mondiale 2007 con la nazionale che ha vinto il titolo.

## Palmarès
- 1 Mondiale (2007)